# Marie-Anne, fille du roi
 (avril 2013).
Marie-Anne, fille du roi est une fiction historique qui raconte l'histoire de Marie-Anne de Bourbon (1666-1739), fille légitimée de Louis XIV et de Louise de la Vallière à la cour de Versailles, écrite par Anne-Marie Desplat-Duc et publiée aux éditions Flammarion.

## Synopsis
Marie-Anne de Bourbon a 8 ans et est la fille légitimée de Louis XIV et de Louise de la Vallière. Cette dernière quitte sa fille et son fils pour terminer sa vie au Carmel afin de se faire pardonner de Dieu de la tristesse qu'elle a provoquée à la reine. Marie-Anne, elle, est obligée de rester à la cour avec son frère...

## Tomes
La série Marie-Anne, fille du roi se déroule en 6 tomes :
- Tome 1 : Premier bal à Versailles (2009)
- Tome 2 : Un traître à Versailles (2010)
- Tome 3 : Le secret de la lavandière (2010)
- Tome 4 : Une mystérieuse reine de Pologne (2011)
- Tome 5 : La malédiction du diamant bleu (2012)
- Tome 6 : Un fantôme à Chambord (2014)